# 洛珀巴赫河
50°59′43″N 7°29′57″E / 50.9951417°N 7.4991194°E
洛珀巴赫河（德語：Loper Bach），是德國的河流，位於該國西部，處於北萊茵-威斯特法倫州，屬於阿格河的右支流，河道全長3.1公里，流域面積10平方公里。